# والتر لي (سياسي أسترالي)
والتر لي (بالإنجليزية: Walter Lee)‏ هو سياسي أسترالي، ولد في 27 أبريل 1874 في أستراليا، وتوفي في 1 يونيو 1963 في أستراليا. حزبياً، نشط في Nationalist Party (Australia) ‏.

## مناصب
- انتخب Premier of Tasmania [الإنجليزية]‏ (15 مارس 1934 – 22 يونيو 1934).
- انتخب Premier of Tasmania [الإنجليزية]‏ (14 أغسطس 1923 – 25 أكتوبر 1923).
- انتخب عضو مجلس نواب تسمانيا عن دائرة Division of Wilmot (state) [الإنجليزية]‏ (30 أبريل 1909 – 23 نوفمبر 1946).
- انتخب Premier of Tasmania [الإنجليزية]‏ (15 أبريل 1916 – 12 أغسطس 1922).